# Chester I. Barnard
Chester Irving Barnard, född 7 november 1886 i Malden i Massachusetts i USA, död 7 juni 1961 i New York, var en amerikansk organisationsteoretiker.
Barnard studerade ekonomi vid Harvard University, men avlade aldrig examen. Han anställdes vid statistikavdelningen vid New Jersey Bell Telephone Co. År 1927 blev han administrativ direktör i bolaget - en anställning som han innehade flera år. Vid två tillfällen utlånades han till uppgifter för delstaten New York och tjänstgjorde som State Director of the New Jersey Relief Administration. Detta gjorde det möjligt för Barnard att jämföra arbetssättet i ett väletablerat företag med en snabbt upprättad organisation som ställdes inför krävande och pressande arbetsuppgifter.
Under andra världskriget planlade och ledde Barnard United States organizations, Inc. Som utövande toppchef hade Barnard ett ständigt intresse att beskriva hur organisationsaktiviteter samstämde med de sociala och personliga relationerna mellan människor i arbetslivet.
I verket The Functions of the Executive tar Barnard sin utgångspunkt i förehållandet att individer måste samarbeta för att överkomma begränsade valmöjligheter och begränsningar i situationen. Samarbete är det främsta sättet att komma runt begränsningarna. Enligt honom är en formell organisation en form för samarbete av människor som fungerar medvetet, genomtänkt och målinriktat, genom att kanalisera krafter mot ett visst ändamål. Alla organisationer har ett mål. Kommunikationer är viktiga för att översätta mål till handling. 
Barnard beskriver chefens funktioner som:
- att upprätthålla kommunikation i organisationen
- att tillförsäkra sig nödvändiga och avgörande tjänster från individerna
- att formulera mål och uppgifter.

Hans teori om bidrags-belöningsbalans går ut på att individen känner att det som han tar emot som belöning för sin insats står i proportion till hans bidrag åt organisationen. Organisationen i sin tur uppfattar att individens bidrag står i proportion till de belöningar som organisationen ger.